# Skjult terminal
Skjult terminal, på engelsk kaldet hidden node problem, er en relativt almindelig problemstilling inden for trådløst netværk. Problemet skyldes obstruktion af enheders signaler fra afsender til modtager.

## Baggrund
Obstruktion kunne f.eks. være et fysisk objekt lokaliseret mellem de kommunikerende enheder, f.eks. et massivt bjerg eller klippeparti, som signaler vil have svært ved at gennemtrænge. Dette vil reelt kunne skabe en konflikt mellem de to enheder. Når enhederne ikke kan spore hinanden, kan de heller ikke detektere datakollisioner, hvilket er en anden problemstilling af den samme sag:
En simpel illustration:
Enhed(A) ------→ Router(Z) ←------Enhed(B).
Enhed(A) ønsker at sende information til Enhed(B). De kan begge kommunikere med Router(Z), men de er gemt for hinanden, og datakollision er en risiko som følge heraf.

## Løsning
1. Man kan justere signalstyrken på de ønskede enheder.
2. Man kan forsøge at fjerne forhindringerne, f.eks. ved omplacering af enhederne.
3. Anvendelse af IEEE 802.11 RTS/CTS protokollen. Dette løser dog ikke hele problemet, da en vis synkronisation af dataoverførslerne er påkrævet.